# Anopheles leesoni
Anopheles leesoni är en tvåvingeart som beskrevs av Evans 1931. Anopheles leesoni ingår i släktet Anopheles och familjen stickmyggor. Inga underarter finns listade i Catalogue of Life.